# Xã Salem, Quận Turner, Nam Dakota
Xã Salem (tiếng Anh: Salem Township) là một xã thuộc quận Turner, tiểu bang Nam Dakota, Hoa Kỳ. Năm 2010, dân số của xã này là 151 người.